# Isuzu
Isuzu Motors Ltd. (いすゞ自動車株式会社 Isuzu Jidōsha Kabushiki-Kaisha?) este o companie japoneză comercială de producție a automobilelor și a motoarelor diesel cu sediul în Tokyo. Este inclusă în listing-ul Bursei de Valori din Tokyo cu numărul 7202 și se cotează ca Isuzu (pronunție japoneză: [isɯzɯ], / iˈsuːzuː /). Activitatea principală este: producția, comercializarea și vânzarea de vehicule comerciale Isuzu și motoare diesel.
Isuzu are fabrici de asamblare și fabricație în Fujisawa, precum și în prefecturile Tochigi și Hokkaidō. Vehiculele marca Isuzu sunt vândute pe majoritatea piețelor comerciale din întreaga lume. Principalul obiectiv al pieței Isuzu este axat pe camioane, autobuze și construcții pe bază de motorină, în timp ce concurentul lor japonez Yanmar se concentrează pe centrale electrice și generatoare la nivel comercial.
De asemenea, are o serie de filiale, printre care Anadolu Isuzu (o joint-venture turcă cu Anadolu Group), Sollers-Isuzu (o joint-venture rusă cu Sollers JSC), SML Isuzu (o companie indiană cunoscută anterior ca Swaraj Mazda), Jiangxi Isuzu Motors (o asociere chineză cu Jiangling Motors Company Group), Isuzu Astra Motor Indonesia, Isuzu Malaysia (Isuzu HICOM), Isuzu Marea Britanie, Isuzu Africa de Sud, Isuzu Filipine, Taiwan Isuzu Motors, Isuzu Vietnam, Isuzu Motors India și Liebherr.